# Bernhard Bunte (Politiker)
Bernhard Ludwig Bunte (* 19. Dezember 1797 in Kohlgrund; † 10. Februar 1870 in Adorf) war ein deutscher Gutsbesitzer und Politiker.

## Leben
Bunte war der Sohn des Schmieds Daniel Bunte und dessen Ehefrau Friederike geborene Schreiber. Er heiratete am 4. Juni 1827 Charlotte Friederike Henriette Biederbick aus Sudeck. Bunte war Gutsbesitzer in Adorf. Von 1844 bis 1848 war er Waldeckischer Landstand. Nach der Märzrevolution gehörte er 1848 bis 1849 für den I. Ländlichen Wahlkreis dem Landtag des Fürstentums Waldeck-Pyrmont an. 1851 bis 1852 war er erneut Landtagsabgeordneter (nun für den VIII Wahlkreis). 